# Історія освоєння мінеральних ресурсів Португалії
Історія освоєння мінеральних ресурсів Португалії — хронологія визначних подій розвитку гірничої справи в Португалії. 
Галечниковий кремінь для виготовлення знарядь праці використовували в палеоліті (ранній ашель, приблизно 700-500 тис. років тому). Знахідки цього часу зроблені в басейні р. Тежу (Тагус). 
До епохи неоліту кремінь служив основним матеріалом для виготовлення знарядь і зброї. З неоліту (5-4-е тис. до н.е.) добувають глини для виготовлення посуду. 
З 4-3-го тис. до н.е. (мідна і бронзова доба) починає розвиватися гірн. справа на базі місцевих покладів мідної руди. Великі розробки мідних руд велися в пров. Алгарві, Байшу-Алентежу, де відомо декілька десятків родовищ і рудопроявів зі слідами стародавніх виробок (3-2-м тис. до н.е.) — родовища Алті, Месініш, Алмодовар, Каштру-Верді, Алжуштрел, Міна-ді-Сан-Домінгуш і інших. Добували в основному окиснені мідні мінерали — малахіт і азурит; халькопірит — з кінця 2-го або в 1-му тис. до н.е. 
Інший великий центр видобутку мідної руди знаходився в провінціях Естремадура і Бейра-Літорал (родов. Ріу-Майор, Калдаш-да-Раінья, Алкобаса). 
У деяких стародавніх рудниках виявлені бронзові сокири, що слугували, очевидно, для проходки гірн. виробок. Відомі також стародавні розробки каситериту (округ Віана-ду-Каштелу і інші). У бронзовій добі на півночі Португалії розвивалося металургійне виробництво. Залізо входить у вжиток приблизно у VIII-VI ст. до н. е. Використовувалися, ймовірно, місцеві джерела залізних руд. 
З І ст. до н. е. по III ст. н.е., коли Іберійський півострів став однією з провінцій Римської імперії, рівень гірничої справи і масштаб видобутку різних мінералів тут незмірно зросли. Іберійський півострів і територія Португалії, зокрема, стали однією з основних гірничо-металургійних областей Римської імперії. Особливо широких масштабів набув видобуток мідних руд. 
В районі Віла-ді-Рей (Центральна Португалія) виявлена серія стародавніх (можливо з часів римського володарювання і раніше) кар'єрних виробок для видобутку розсипного Au. Розміри окремих палеокарєрів в плані — до 500х200 м, глибина до 10-20 м. Розроблялися алювіальні відклади. Крім того, добувався вапняк і інші види нерудних будівельних матеріалів. Пізніше IV-VI ст. н.е. гірнича справа занепадає. У VIII-ХІ ст. дорогоцінні метали добували араби, а з ХІІ ст. продовжили європейці, які відвоювали ці землі. Золотоносні розсипи були зосереджені в нижній течії р. Тежу, біля містечка Адіса, поблизу Алмади. Розробка велася тут до середини XVII ст. 
Золоті рудники знаходилися в провінції Траз-уш-Монтіш, срібні і мідні — в Алту-Алентежу, олов'яні — в Алгарві. У 1300 король Дініш I видав концесії на видобуток сірки, а також галуну (Віла-Нова-ді-Гая), який добували з родовища на Азорських островах (о. Сан-Мігел). 
У XVI-XVII ст. видобуток дорогоцінних металів і руд свинцю приходить в занепад через притік цих металів з Бразилії. У XVIII ст. англійські підприємці освоюють родовища свинцево- і мідно-колчеданних руд на р. Кайма, ведеться видобуток золота, залізної руди, галуну. Освоєнням надр Португалії у XIX ст. займаються в основному іноземні концесіонери. Незадовго до 1-ї світової війни в Португалії розпочався видобуток вугілля.